# Hollow Man
Hollow Man är en amerikansk film från 2000 i regi av Paul Verhoeven. En uppföljare släpptes 2006, Hollow Man 2.

## Handling
Den framstående forskaren Sebastian Caine (Kevin Bacon) brinner för en sak: att upptäcka hemligheten bakom osynlighet.
Caine arbetar tillsammans med sitt forskarteam i en topphemlig byggnad som tillhör regeringen och kommer inte att ge sig förrän han nått sitt mål – även om det betyder att han själv får anta rollen som försökskanin.
Men Caine och hans team upptäcker snart att det inte är att göra honom osynlig som blir det svåra – det svåra blir att hålla honom vid hans sinnens fulla bruk. När Caine förvandlas till en livsfarlig mördare tvingas hans team, ledda av ex-flickvännen Linda (Elisabeth Shue) och hennes nye pojkvän Matt (Josh Brolin), ut på en jakt för att oskadliggöra honom. Men hur stoppar man något – eller någon – som man inte kan se?

## Om filmen
- Osynlighetseffekterna ser väldigt realistiska ut. Kevin Bacon bar åtsittande dräkter i grönt, grått, blått eller svart för att hjälpa till med att lägga till specialeffekter. Dräkterna passade Bacon men han var tvungen att ha på sig kontaktlinser i samma färg som dräkten.
- Filmens titel Hollow Man är en roman av Dan Simmons men boken hade inget att göra med osynlighet. Producenterna köpte rättigheter för att använda titeln.

## Rollista
| Elisabeth Shue   | – Linda McKay        |
| Kevin Bacon      | – Sebastian Caine    |
| Josh Brolin      | – Matthew Kensington |
| Kim Dickens      | – Sarah Kennedy      |
| Greg Grunberg    | – Carter Abbey       |
| Joey Slotnick    | – Frank Chase        |
| Mary Randle      | – Janice Walton      |
| William Devane   | – Dr. Howard Kramer  |
| Rhona Mitra      | – Sebastians granne  |
| Pablo Espinosa   | – Ed, vakt           |
| Margot Rose      | – Mrs. Martha Kramer |
| Jimmie F. Skaggs | – Wino               |